# 上海少年儿童图书馆
上海少年儿童图书馆，前身是成立于1941年7月的私立上海儿童图书馆，现在是国家一级图书馆。其位于上海市静安区南京西路962号。馆额——上海少年儿童图书馆由宋庆龄在1980年所题写。1999年，图书馆所在建筑入选第三批上海市优秀历史建筑。

## 历史
市少儿馆的前身是私立上海儿童图书馆，成立于民国30年（1941年）7月。馆址起初位于静安寺路大华书场。该馆是由应永玉发起，得到中华慈幼会上海办事处等多个社会团体的支持而创办。两年后迁入新址威海卫路910弄20号。新中国成立初期，这个图书馆一度关闭，1950年5月5日重新开放。1952年10月11日，图书馆改名上海市儿童图书馆。虽然图书馆在1953年2月再次迁址，但还是在1958年4月迁回南京西路现址。1960年11月，该馆并入上海图书馆，作为上海图书馆的少儿分馆，对外仍用上海市少年儿童图书馆原称。“文化大革命”中，随上海图书馆一起，于1968年10月停止开放，1970年7月恢复开放。1987年1月，上海少年儿童图书馆恢复独立建制。1990年新落成低幼活动中心，位于馆内东北侧。2022年7月19日，位於普陀區長風公園附近的上海少年儿童图书馆（长风馆）开馆。

## 现况
图书馆面积4200平方米，馆内实行借阅一体开架服务，拥有文学室、期刊室、多功能演讲厅、数字图书馆、儿童知识乐园、计算机教育中心。图书馆藏书60余万册，是上海地区少儿图书资源的中心。